# Komiljon Toʻxtayev
Komiljon Aliyevich Toʻxtayev (russisch Комилжон Алиевич Тухтаев, englisch Komiljon Tukhtaev; * 30. Oktober 1997 in Yangiobod) ist ein usbekischer Skirennläufer. Er startet hauptsächlich in den technischen Disziplinen Riesenslalom und Slalom.

## Karriere
Seit 2012 fährt Toʻxtayev professionell Ski. Er gab sein internationales Renndebüt am 5. Dezember 2013 bei einem FIS-Slalom in Miass. Etwas mehr als ein Jahr später nahm erstmals an einer Weltmeisterschaft teil. In Vail bzw. Beaver Creek belegte er im Riesenslalom den 60. Platz.
Sein Weltcupdebüt gab er am 25. Oktober 2015 beim Riesenslalom in Sölden. Er konnte sich jedoch nicht für den zweiten Durchgang qualifizieren. Dies blieb bis auf weiteres sein einziger Auftritt im Alpinen Skiweltcup.
In den darauffolgenden Jahren startet Toʻxtayev hauptsächlich bei FIS-Rennen. 2018 nahm er erstmals an Olympischen Winterspielen teil. Bei den Wettkämpfen in Pyeongchang erreichte er Platz 52 im Riesenslalom.
Sein bisher bestes Ergebnis bei einem internationalen Großereignis erzielte er bei den Olympischen Winterspielen 2022 in Peking mit Rang 29 im Riesenslalom. Dies war zudem das zweitbeste Ergebnis eines usbekischen Skirennläufers in der olympischen Geschichte. Lediglich Komil Oʻrinboyev klassierte sich mit Rang 28 im Slalom von Nagano im Jahr 1998 noch etwas besser.

## Erfolge

### Olympische Winterspiele
- Pyeongchang 2018: 52. Riesenslalom, DNF Slalom
- Peking 2022: 29. Riesenslalom, DSQ Slalom

### Weltmeisterschaften
- Vail/Beaver Creek 2015: 60. Riesenslalom, DNF Slalom
- St. Moritz 2017: 50. Riesenslalom, 66. Slalom
- Åre 2019: 46. Riesenslalom, DNF Slalom
- Courchevel/Méribel 2023: 39. Riesenslalom, 47. Slalom

### Juniorenweltmeisterschaften
- Hafjell 2015: 54. Alpine Kombination, 70. Abfahrt, 77. Super-G, DNF Riesenslalom, DNF Slalom

### Far East Cup
- Eine Platzierung unter den besten 30

### Universiade
- Almaty 2017: 54. Super-G, 54. Riesenslalom, DNF Slalom, DNF Alpine Kombination
- Krasnojarsk 2019: 31. Riesenslalom, 35. Alpine Kombination, DNF Slalom

### Weitere Erfolge
- Usbekischer Meister im Slalom (2024)
- Usbekischer Riesenslalom (2024)
- 7 Siege bei FIS-Rennen